# 阿拉斯加頭龍屬
阿拉斯加頭龍屬（學名：Alaskacephale）是種厚頭龍科恐龍，生存於晚白堊紀的晚坎潘階，約8000萬年前到6900萬年前。化石出土於阿拉斯加州的王子溪層。
阿拉斯加頭龍是由羅伯特·蘇利文（Robert Sullivan）在2006年的《科學》雜誌上發表。屬名是以化石發現地的阿拉斯加州為名，種名則是紀念古生物學家羅蘭·甘洛夫（Roland Gangloff）。目前只有發現一個化石，是一個接近完整的左鱗狀骨，上有一排多角形的瘤塊。從鱗狀骨的大小可推測阿拉斯加頭龍的體型，約為厚頭龍的一半大小，是下垂傾頭龍（Prenocephale prenes）的四分之三大，並與埃德蒙頓傾頭龍、短體傾頭龍體型相當。
在2005年，羅蘭·甘洛夫等人將這個鱗狀骨列為厚頭龍科的未命名物種，可能就是厚頭龍。甘洛夫等人認為該鱗狀骨有者與方骨的接合處，當時只有厚頭龍具有這特徵。在2006年，蘇利文指出阿拉斯加頭龍與厚頭龍的接合處，其實是破裂的痕跡，不能用此特徵將牠們歸類於同一動物。